# Tomáš Staněk
Tomáš Staněk (* 15. října 1952 Ostrava) je český historik, specializující se na oblast česko-německých vztahů, postavení německého obyvatelstva v českých zemích ve 20. století a perzekuce obyvatelstva v komunistickém režimu na přelomu 40. a 50. let. Byl činný v politice. V letech 1994–1998 ostravský zastupitel, v letech 2000–2004 a 2004-2008 člen Zastupitelstva Moravskoslezského kraje, obojí za ODS.
Vystudoval Filosofickou fakultu Univerzity Palackého (1972–1977), od konce studia působil ve Slezském ústavu Slezského zemského muzea. Mimo to působil také jako externí přednášející na filosofických fakultách Ostravské univerzity a Univerzity Palackého. V poslední době byl zaměstnán na Fakultě veřejných politik Slezské univerzity v Opavě.

## Dílo
Tomáš Staněk je autorem a spoluautorem řady odborných článků a několika monografií.
Monografie:
- Odsun Němců z Československa 1945 - 1947. Praha 1991
- Předpoklady, průběh a důsledky vysídlení Němců z Československa (1918-1948). Ostrava 1992
- Německá menšina v českých zemích 1948-1989. Praha 1993
- Perzekuce 1945. Praha 1996
- Tábory v českých zemích 1945-1948. Opava 1996
- Retribuční vězni v českých zemích 1945-1955. Opava 2002
- Verfolgung 1945. Wien 2002
- Poválečné "excesy" v českých zemích v roce 1945 a jejich vyšetřování. Praha 2005
- Internierung und Zwangsarbeit: München 2007
- s Adrianem von Arburg (eds.) Vysídlení Němců a proměny českého pohraničí 1945-1951. Dokumenty z českých archivů. Díl I. Češi a Němci do roku 1945. Úvod k edici. Středokluky 2010
- s Adrianem von Arburg (eds.) Vysídlení Němců a proměny českého pohrančí 1945-1951. Dokumenty z českých archivů. Díl II., svazek 3. Akty hromadného násilí v roce 1945 a jejich vyšetřování. Středokluky 2010
- s Adrianem von Arburg (eds.) Vysídlení Němců a proměny českého pohraničí 1945-1951: Dokumenty z českých archivů. Díl II., svazek 1. duben–srpen/září 1945. „Divoký odsun“ a počátky osídlování. Středokluky 2011
- Němečtí váleční zajatci v českých zemích v letech 1945-1950: Nástin vybraných problémů.  Opava  2011